# 7235 Hitsuzan
7235 Hitsuzan eller 1986 UY är en asteroid i huvudbältet som upptäcktes den 30 oktober 1986 av den japanska astronomen Tsutomu Seki vid Geisei-observatoriet. Den är uppkallad efter berget Hitsuzan.